# خائو چانگ
خائو چانگ (به لاتین: Khao Chang) یک کوه در تایلند است که در استان پهانگ نگا واقع شده‌است. خائو چانگ ۲۴۰ متر بالاتر از سطح دریا واقع شده‌است.